# 林大涵
林大涵（1987年5月12日—），台灣創業者，國立政治大學民族學系、臺灣大學圖書資訊學系肄業，現為貝殼放大股份有限公司執行長，主要從事群眾集資相關業務。
太太是輕小說家：值言

## 生平

### 早期生涯
林大涵的父親為台北市立松山工農機械製圖專任教師，母親為國立師範大學健康促進與衛生教育學系教授。
他就讀台北市興雅國小、師大附中國中部，高中赴日本九州留學一年半後返台繼續就讀師大附中高中部，曾擔任過學生會副會長。大學就讀政治大學民族學系與臺灣大學圖書資訊學系，因連續逃課最終均未畢業。 

### 群眾集資
2012 年，林大涵參與群眾集資平台 flyingV 創立，期間經手超過 200 件群眾集資專案，2014 年起因連續規劃《看見臺灣》、《太白粉路跑》與太陽花學運相關之《紐約時報集資》、《割闌尾計畫》等多起具社會影響力之集資案件而成名，而後遭 flyingV 平台資遣。

### 創業與獲獎
同年10月成立貝殼放大股份有限公司，協助規劃ARRC 前瞻火箭、臺灣吧、鮮乳坊、金萱字體等多件國內外知名群眾集資與品牌行銷計畫，亦持續支持性別平權等社會運動。
2015年獲《關鍵評論網》選為「未來大人物」、《經理人月刊》選為臺灣百大 MVP 經理人、於台北市政府擔任青年事務委員。
2016年獲《富比士雜誌》（Forbes）選為亞洲最有影響力的30位30歲以下創業者（30 under 30 asia）、《Prestige 品雜誌》選為40位40歲以下創業者（40 under 40）、《Taiwan Tatler》選為 Generation T。
2017年以品牌小組成員身分參與台北世大運網路行銷規劃，同年獲 GQ Taiwan 選為次世代年度代表男士，並以「突破臺灣創業困境者」身分接受 BBC 專訪。

## 爭議事件
2016年2月，flyingV 平台公開指控林大涵未經允許使用 flyingV 平台共同創辦人之名號，而後 flyingV 與貝殼放大雙方成員在網路上展開激烈的爭論，最終雙方並無達成共識。

## 外部連結
- 【TVBS】老闆不好當／「集資」需要顧問？　專才團隊秀數據解惑.TVBS NEWS.2015-11-11
- 富比士創業榜 Taiwan他她行 看板人物 20160417 (完整版).TVBS 優選頻道.2016-04-17
- 貝殼放大官方網站 （页面存档备份，存于）

## 腳注
1. ↑  2016.10 募資超新星 林大涵：不再當學習逃脫者.親子天下 （页面存档备份，存于）
2. ↑  群眾集資平台創業家林大涵：離家後，才看得到父母的白髮 （页面存档备份，存于）.三立新聞網.2016-12-29
3. ↑  318學運一戰成名， 讓新創團隊無後顧之憂 （页面存档备份，存于）.遠見雜誌.2014-12-30
4. ↑  被退學、被資遣，直到第三次才學到很多 （页面存档备份，存于）.自由時報.2016-09-11
5. ↑  全台第一家 「貝殼放大」聲援婚姻平權就放假 （页面存档备份，存于）.自由時報.2016-11-28
6. ↑  集資教戰 創業軍師 用群眾聽得懂的話 將利益轉化成意義[].蘋果日報.2015-04-02
7. ↑  【未來大人物】林大涵：你以為我在工作，其實我在玩；你以為我在玩，其實我在工作 （页面存档备份，存于）.The News Lens 關鍵評論網.2015-03-12
8. ↑  Forbes 2016.03[]
9. ↑  .   [2018-08-23]. （原始内容存档于2018-08-23）.
10. ↑  Taiwan Tatler 2017.09 2017 Generation T 入選者林大涵的第二個青春[永久]
11. ↑  柯文哲當網紅推世大運　背後藏鏡人是不到30歲的「他」 （页面存档备份，存于）.三立新聞網.2017-07-26
12. ↑  世大運售票翻倍！皆網紅行銷奇招.年代新聞CH50.2017-09-16
13. ↑  獨家專訪！世大運的品牌行銷翻轉過程 （页面存档备份，存于）.經理人月刊.2017-08-29
14. ↑  紅點設計大獎影片、「靈車」踩街，世大運宣傳為何天差地別？ （页面存档备份，存于）.天下雜誌.2017-08-18
15. ↑  .   [2018-08-23]. （原始内容存档于2019-04-29）.
16. ↑  .   [2018-08-23]. （原始内容存档于2018-08-23）.
17. ↑  創辦人鬧雙胞，flyingV戰友撕破臉 （页面存档备份，存于）.中國時報.2016-02-22